# Cabinet Room

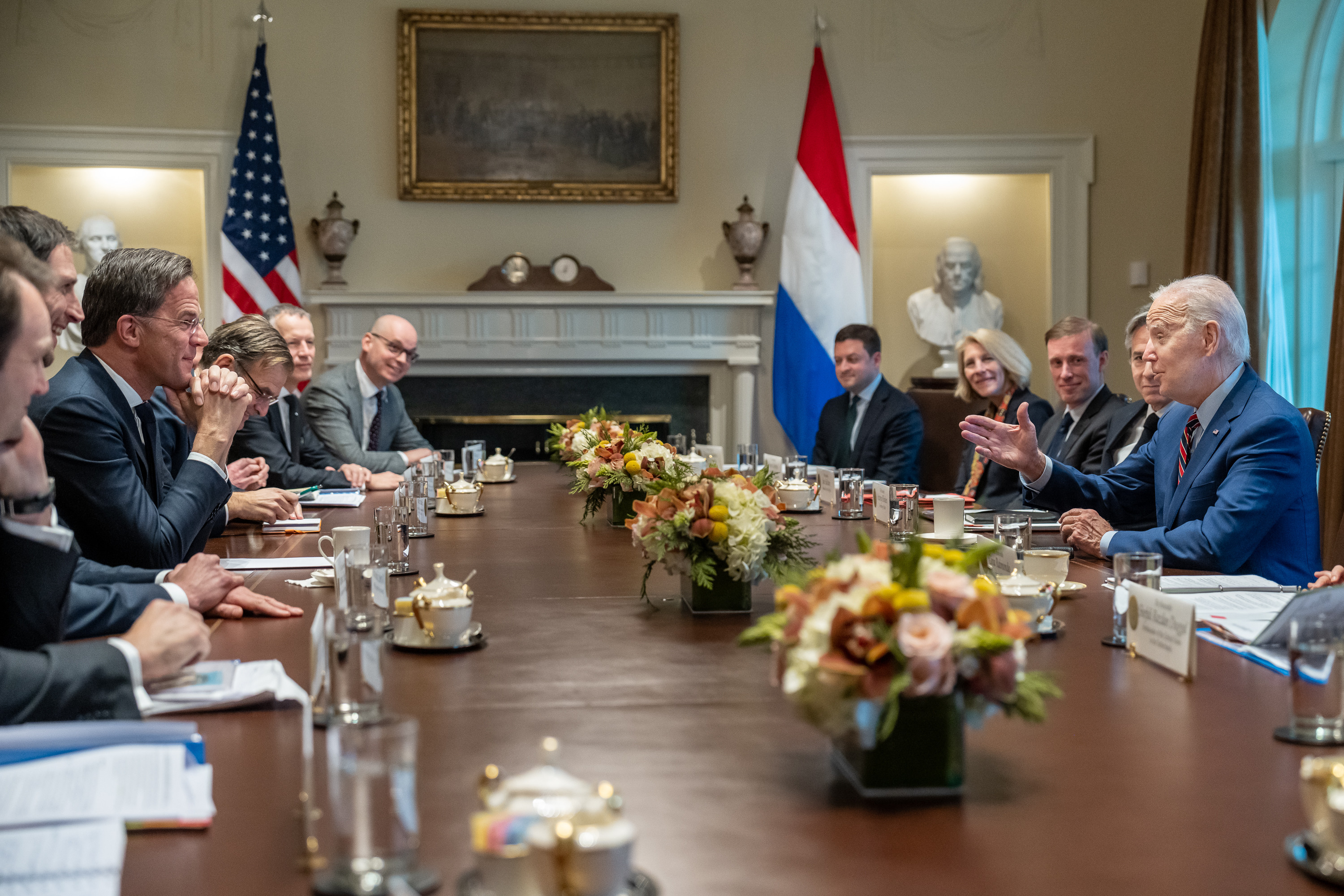
Le président Joe Biden recevant le Premier ministre néerlandais Mark Rutte dans la Cabinet Room en 2023.

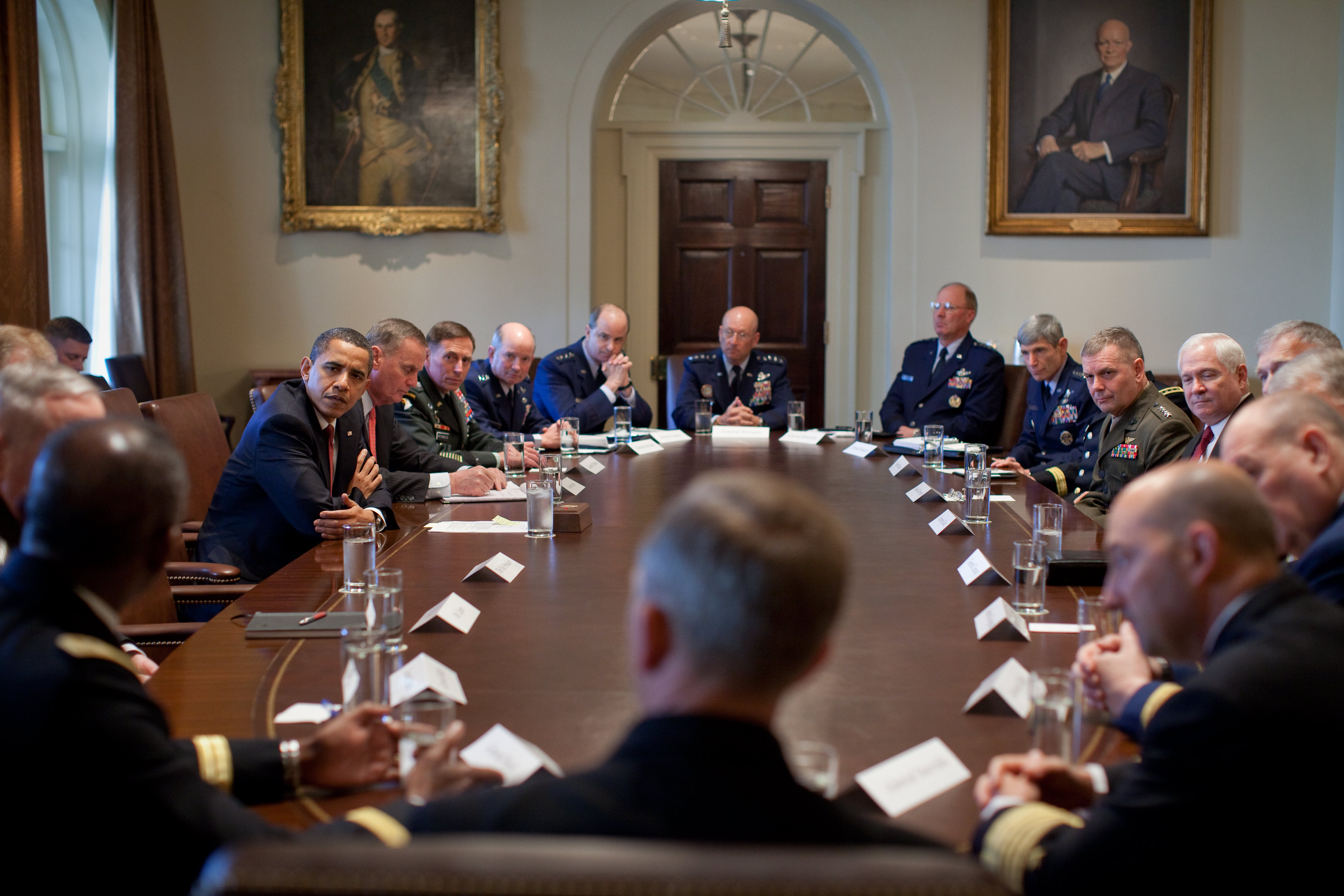
Réunion entre le président Obama et les commandants d'unités combattantes le 27 avril 2009. Au fond, la porte vers le secrétariat présidentiel encadré par les portraits de Washington et Eisenhower. Ce dernier portrait est remplacé par celui de Truman quelques jours après.

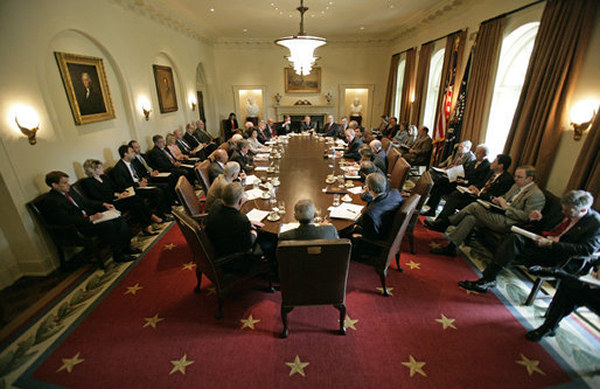
Réunion du cabinet présidentiel sous la présidence Bush en 2006 dans la Cabinet Room.

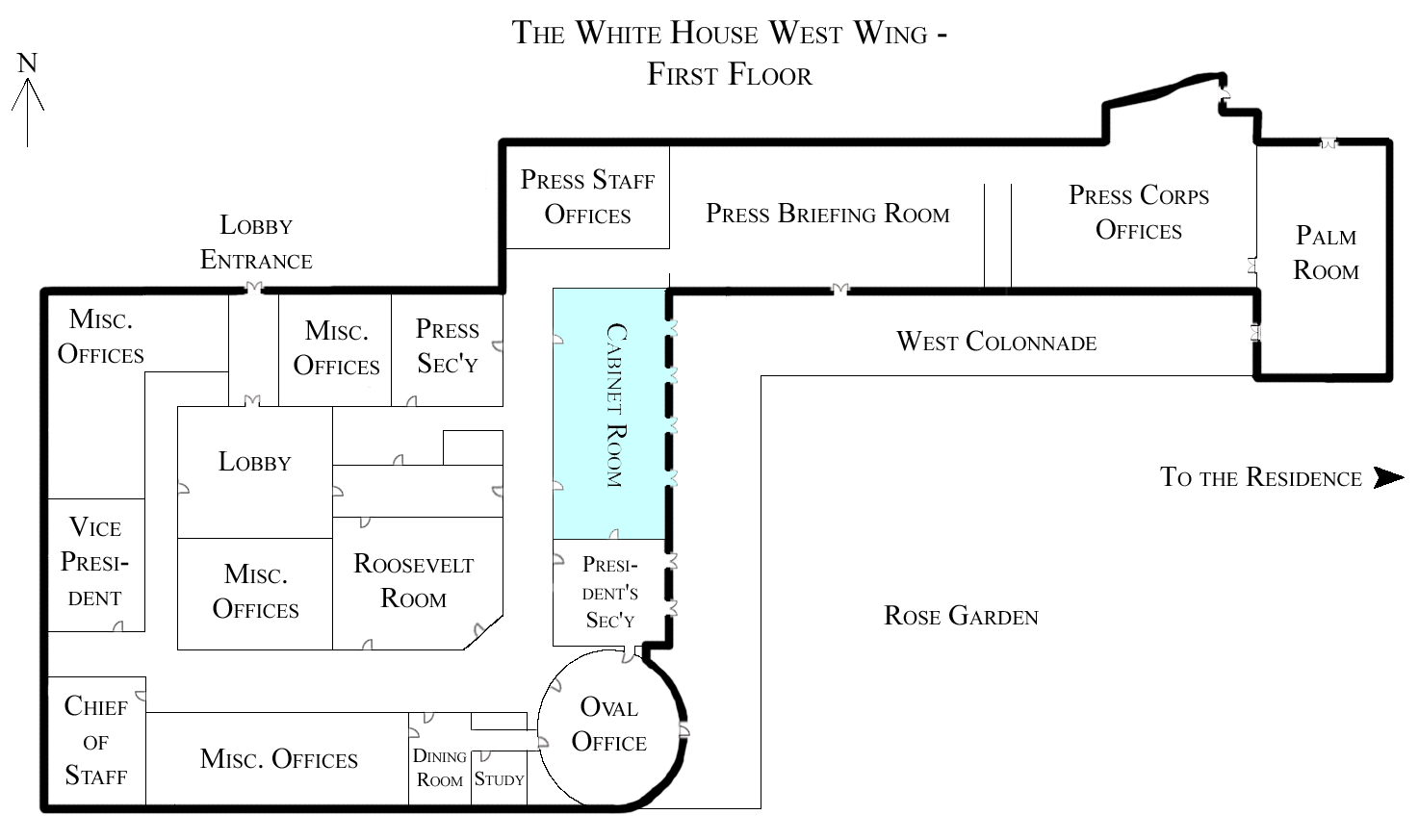
Plan du rez-de-jardin de l'aile Ouest avec la Cabinet Room (en bleu), séparée du Bureau ovale par le secrétariat du président.

La Cabinet Room (« Salle du Cabinet ») est la pièce de la Maison-Blanche où se réunit le cabinet des États-Unis (équivalent du gouvernement) composé du président américain, de ses secrétaires (équivalent de ministres) et de quelques-uns de ses principaux conseillers. Elle sert également pour d'autres réunions présidentielles dont la réception de délégations étrangères. La Cabinet Room est située dans l'aile Ouest du complexe de la Maison Blanche, à proximité du bureau ovale; elle ouvre sur la colonnade et le Rose Garden, la roseraie de la Maison-Blanche. 
Bien que construite en 1934, la pièce est réalisée dans un style Georgien. Une série de portes-fenêtres surmontées de lunettes en arrondi est située sur le côté est de la pièce, ouvrant sur la colonnade et la roseraie. Une cheminée flanquée de deux niches se trouve sur le côté nord. Les niches sont occupées par des bustes de George Washington et de Benjamin Franklin, œuvres du sculpteur français Jean-Antoine Houdon (depuis la présidence Reagan). Au-dessus de la cheminée est accroché un tableau du peintre français Charles Édouard Armand-Dumaresq (1826–1895) intitulé The Signing of the Declaration of Independence (depuis la présidence Bush père). D'autres portraits ou tableaux sont accrochés sur le mur ouest et le mur sud, choisis par le président en exercice. La grande table elliptique en acajou est un cadeau du président Richard Nixon en 1970. Les fauteuils du président et de ses secrétaires sont des copies du style fin XVIIIe. Le fauteuil du président se trouve au centre de la table, sur le côté est de la pièce. Son dossier est 5 cm plus haut que les fauteuils des secrétaires. Une plaque en laiton à l'arrière des dossiers indiquent le nom de la fonction de celui qu'il l'occupe. Celle du président indique simplement « THE PRESIDENT ». Et pour le vice-président, son fauteuil se trouve en face de celui du président et fait la même hauteur que celui des autres secrétaires. 
La pièce a connu plusieurs rénovations et transformations dont celle de Stéphane Boudin en 1963 lors de la restauration Kennedy des pièces de la Maison Blanche et celle sous Nixon en 1971, la décorant dans un style fédéral. 
La dernière rénovation date de 2004, sous la présidence de George W. Bush redonnant à la pièce un aspect un peu semblable à celui qu'elle avait sous l'administration de Franklin Delano Roosevelt. À cette époque, l'aile Ouest et l'actuelle Cabinet Room avaient largement été reconstruites. La rénovation de 2004 comprenait la pose d'appliques murales de style Art déco avec des aigles soutenant des globes de lumière. Trois luminaires suspendus au plafond furent recréés d'après d'anciennes photographies et d'un exemplaire restant situé dans le vestibule entre le bureau ovale et la Roosevelt Room. La Cabinet Room est peinte dans une couleur sable appelée Deauville, la même que celle utilisée pour la dernière rénovation du bureau ovale. Un nouveau tapis fabriqué sur mesure, dans les tons carmin, vieil or, saphir et fougère avec un dessin en sur-épaisseur d'étoiles et de feuilles d'olivier recouvre la majeure partie du sol.
La rénovation des pièces de la Maison Blanche est conjointement entreprise par le conservateur de la Maison-Blanche, le Comité pour la préservation de la Maison-Blanche et l'association historique de la Maison-Blanche. Les coûts relatifs à la restauration ou reconstruction sont souvent pris en charge par le  White House Endowment Trust. L'achat de mobilier historique, d'œuvres d'art ou la reconstitution de décoration historique sont eux souvent financés par le White House Acquisition Trust. 
Il existe une reproduction de la Cabinet Room telle qu'elle se présentait sous la présidence de Bill Clinton à la bibliothèque présidentielle de celui-ci, la William Jefferson Clinton Presidential Library à Little Rock dans l'Arkansas.